# Істмійське письмо
Істмійське письмо — дуже рання мезоамериканська система письма, що використовувалася в районі перешийка Теуантепек, можливо, від 500 р. до н. е. до 500 р. н. е. , хоча щодо цих дат існують розбіжності. Його також називають письмом Ла-Мохарра та епі-ольмекським письмом («післяольмекське письмо»).
Істмійське письмо структурно схоже на письмо мая, так само використовує один набір символів для подання логограм (або словесних одиниць), а другий набір — для подання складів.

## Відновлені тексти
Чотири найбільші істмійські тексти містяться на:
- Стелі з Ла-Мохарри 1[en]
- Статуетці Тустла[en]
- Стелі C Трес-Сапотес
- Масці в стилі Теночтітлана

Інші тексти:
- Декілька істмійських гліфів на чотирьох дуже вивітрених стелах — 5, 6, 8 і, ймовірно, 15 — у Серро-де-лас-Месасі[en].
- Приблизно 23 гліфи на масці О'Бойла, глиняному артефакті невідомого походження[1].
- Невелика кількість гліфів на уламку кераміки з Ч'япа-де-Корсо[en]. Цьому уламку присвоєно найдавнішу дату з усіх письмових істмійських артефактів: 450—300 роки до н. е.[2]

## Дешифрування
У статті 1993 року Джон Юстесон (John Justeson) і Терренс Кауфман (Terrence Kaufman) запропонували часткове розшифрування істмійського тексту, знайденого на стелі з Ла-Мохарри, стверджуючи, що представлена мова належала до мовної сім'ї соке. 1997 року ті ж два епіграфіки опублікували другу статтю про епіольмекську писемність, у якій знову стверджували, що недавно виявлений фрагмент тексту стели легко піддається системі дешифрування, яку вони склали раніше для довшого фрагмента тексту. 2003 року їм за цю працю вручено стипендію Ґуґґенгайма.
Однак, наступного року їхню інтерпретацію тексту з Ла-Мохарри заперечили Стівен Г'юстон та Майкл Ко, які безуспішно намагалися застосувати систему дешифрування Юстесона — Кауфмана до істмійського тексту на зворотному боці досі невідомої маски в стилі Теночтітлан (невідомого походження, нині міститься у приватній колекції).
Поряд із пропозицією альтернативної лінгвістичної атрибуції епіольмекського письма як протоуастеканської мови, Вонк (2020) стверджував, що розмір корпусу несприятливо порівнюється зі швидкістю повторення всередині корпусу, тому за поточного стану справ унікальне дешифрування просто неможливе. Він застосовує дешифрування за допомогою випадкових мов Старого та Нового світу (включно з давньогрецькою, латинською, іспанською та німецькою), щоб продемонструвати випадковий характер будь-яких таких пропозицій.

У «Втрачених мовах» (2008) Ендрю Робінсон резюмує ситуацію з дешифруванням так:
Таким чином, загалом докази на користь «дешифрування» Юстесона/Кауфмана для істмійської мови рішуче не доведені і нині мають хитку основу… Чого воно [істміанське письмо] потребує терміновіше, ніж деякі інші «дешифрування», зважаючи на його очевидну лінгвістичну витонченість, це відкриття нового тексту або текстів, настільки ж суттєвих, як знайдений у Ла-Мохаррі 1986 року.
Оригінальний текст (англ.)
Overall, then, the case for the Justeson/Kaufman 'decipherment' of Isthmian is decidedly unproven and currently rests on shaky foundations ... What it needs, more urgently than some other 'decipherments' given its evident linguistic sophistication, is the discovery of a new text or texts as substantial as the one found at La Mojarra in 1986.